# Avril 1803

## Événements

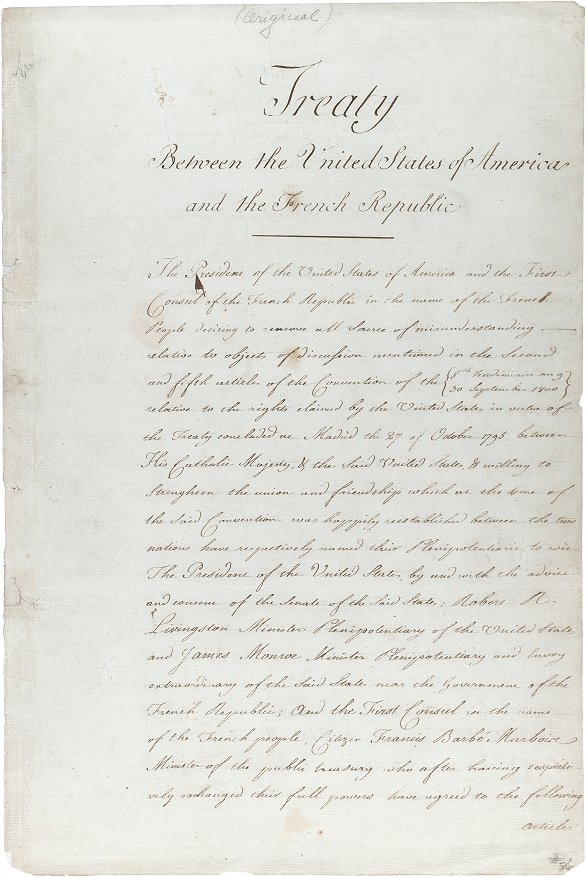
30 avril : traité de cession de la Louisiane

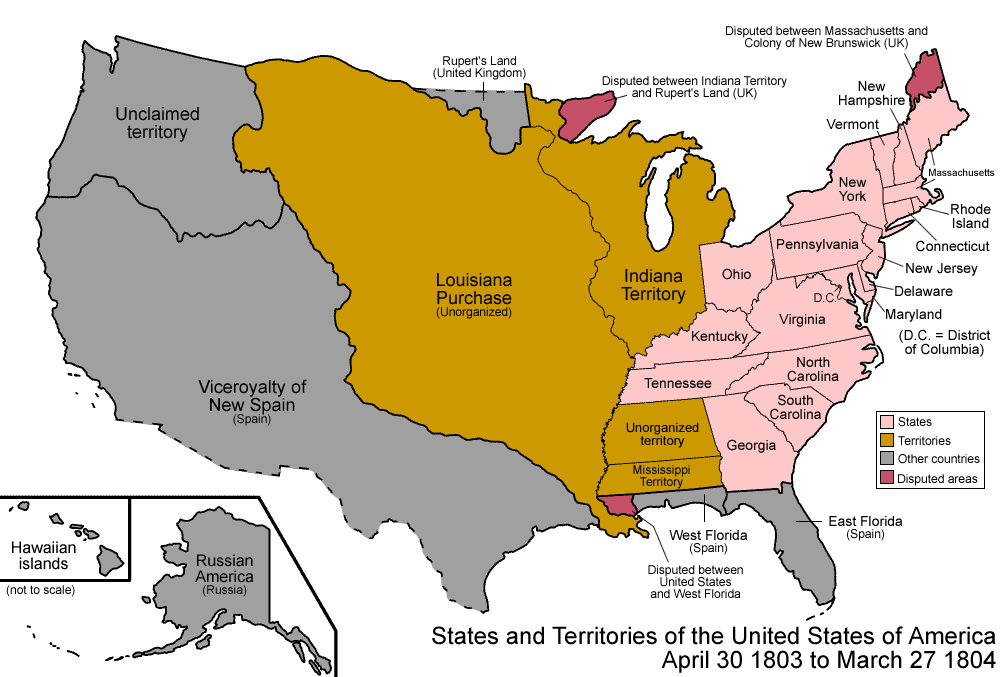
30 avril 1803 - 27 mars 1804

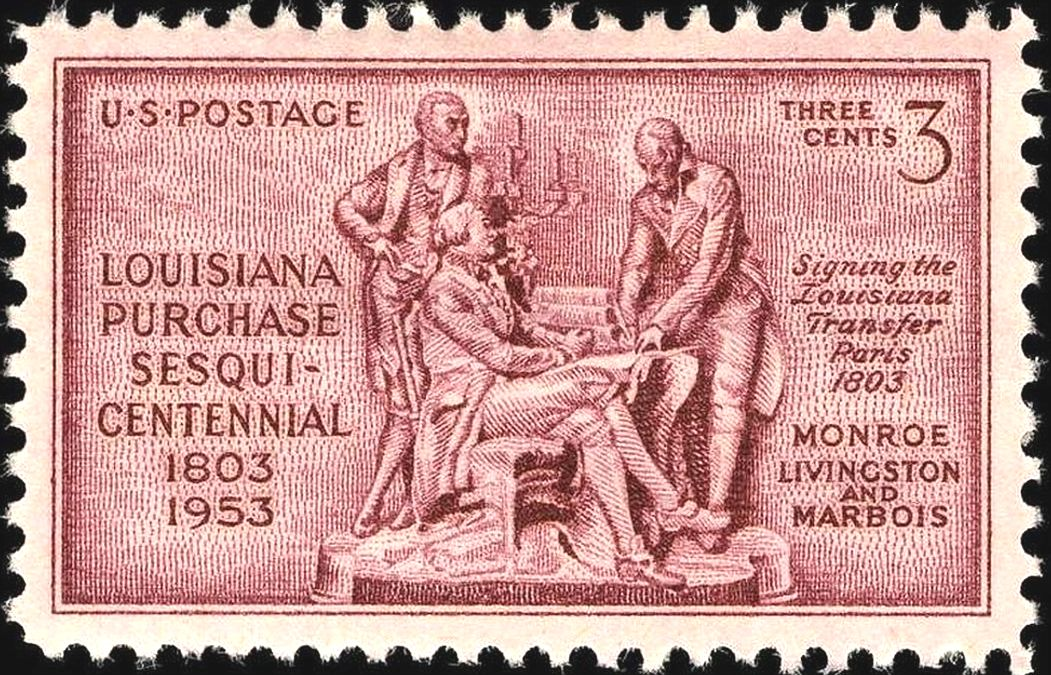
Timbre américain (vers 1953) commémorant l'achat de la Louisiane; François Barbé-Marboisest figuré aux côtés de James Monroe et de Robert Livingston

- 12 avril, France : la réglementation du travail dans les manufactures et les ateliers interdit à nouveau les coalitions ouvrières (grèves et syndicats).
- 14 avril : 
  - Adhésion du canton de Vaud à la Confédération suisse[1].
  - La banque de France devient un institut d’émission sous contrôle de l’État. Reprise de la frappe de monnaies d’or, d’argent, et de cuivre selon le système décimal, qui supprime la monnaie de compte.
- 26 avril : une boule de feu cause une pluie de météorites sur la Normandie. Le rapport de Jean-Baptiste Biot constitue la première reconnaissance scientifique de l'origine extra-terrestre des météorites [2]. Une pluie de près de 3000 météorites s'abat sur le village de L'Aigle[3].
- 30 avril : traité de cession de la Louisiane (2 millions de km²) de la France aux États-Unis (dirigés par Thomas Jefferson), pour 15 millions de dollars (80 millions de francs au total) étendant les États-Unis à l'ouest du Mississippi. À l'est, une controverse éclate avec la Floride Occidentale pour savoir jusqu'où la Louisiane s'étend[4]. Le territoire vendu s'étend légèrement au nord des frontières actuelles, car il est seulement défini par le bassin du Mississippi[5]. Il comprend la totalité des actuels Arkansas, Kansas, Iowa, Missouri, Nebraska et Oklahoma, et des portions du Colorado, Louisiane, Minnesota, Montana, Nouveau-Mexique, Dakota du Nord, Dakota du Sud, Texas et Wyoming. Il inclut également le sud des actuelles provinces canadiennes de l'Alberta, du Manitoba et de la Saskatchewan. Après l’achat de la Louisiane, Jefferson propose au Congrès d’encourager les Indiens à s’établir sur des lopins comme éleveur et agriculteur et d’abandonner la chasse. Il préconise de les inciter à commercer avec les Blancs et à contracter des dettes qu’ils rembourseraient par la vente de leurs lopins.

## Naissances
- 10 avril : Johann Jakob Kaup (mort en 1873), naturaliste allemand.
- 23 avril : Jules d'Anethan, homme politique belge († 8 octobre 1888).
- 29 avril : Paul Cullen, cardinal irlandais, archevêque de Dublin († 24 octobre 1878).

## Décès
- 6 avril : Sir William Douglas Hamilton (né en 1730), diplomate, antiquaire, archéologue et volcanologue britannique.
- 7 avril : Toussaint Louverture, héros haïtien, au Fort de Joux (° 20 mai 1743).
- 18 avril : Louis François Antoine Arbogast (né en 1759), mathématicien français.
- 24 avril : Adélaïde Labille-Guiard, peintre, miniaturiste et pastelliste française (° 11 avril 1749).